# Puelioideae
Puelioideae L.G.Clark, M.Kobayashi, Spangler, S.Mathews & E.A.Kellogg, 2000 è una sottofamiglia di piante erbacee angiosperme monocotiledoni appartenenti alla famiglia Poaceae (ordine delle Poales).

## Etimologia
Il nome della sottofamiglia deriva dal suo genere tipo Puelia Franch il cui nome è stato dato in ricordo del botanico francese Timothée Puel (1812–1890) studioso della flora siriana.
Il nome scientifico della sottofamiglia è stato definito dai botanici contemporanei Lynn G. Clark (1956-), Mikio Kobayashi, Russell Edwin Spangler (1971-), Sarah Mathews & Elizabeth Anne Kellogg (1951-) nella pubblicazione "Systematic Botany; Quarterly Journal of the American Society of Plant Taxonomists - 25(2): 184 (181-187). 2000" del 2000.

## Descrizione

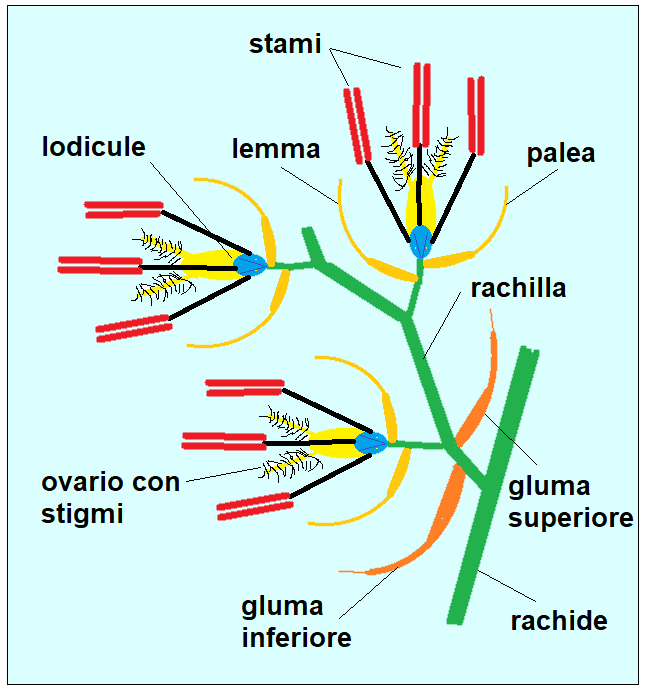
Spighetta generica con tre fiori bisessuali

### Portamento
Il portamento delle specie di questa sottofamiglia è erbaceo perenne rizomatoso (i rizomi sono corti o assenti e spesso sono ingrossati - pachimorfi). Le radici in genere sono del tipo fascicolato. I culmi sono eretti o genicolati, cavi a sezione rotonda con nodi e internodi. Massima altezza 120 cm. Non sono presenti rami laterali.

### Foglie
Le foglie lungo il culmo sono alterne e distiche. Sono composte da una guaina, una ligula (adassiale, membranosa e sfrangiata) e una lamina. La ligula abassiale è assente (Guaduella) o presente (Puelia). La lamina delle foglie è relativamente ampia con delle forme da lanceolata a ellittiche o oblunghe con apice acuminato. Le lamine fogliari sono provviste di uno pseudopicciolo (o falso picciolo) e sono prive di padiglioni auricolari. Le venature sono parallelinervie con brevi vene trasversali.

### Fiori
- Infiorescenza principale (sinfiorescenza o semplicemente spiga): le infiorescenze, a pannocchia (aperta, contratta o capitata) o racemose o composte solamente da poche spighette, sono delle spighe ramificate oppure no sullo stesso culmo delle foglie o su un culmo separato senza foglie. Le varie spighette, pedicellate o sessili, affiancano la fascia laterale al rachide ed hanno delle forme da lineare a lanceolate, ellittiche o ovate, a volte compresse lateralmente. Sono presenti delle spighette solitarie. Delle minute brattee sottendono i rami al di fuori delle spighette.
- Infiorescenza secondaria (o spighetta): le spighette in genere sono formate da fiori prossimali (vicini al punto d'attacco) che possono essere sterili o staminiferi (solo con organi sessuali maschili) e da fiori distali pistilliferi (con organi sessuali femminili) o bisessuali. La composizione delle spighette fertili nel genere Guaduella è formata da 1 a 3 fiori prossimali, staminiferi o sterili, e da 5 a 12 (fino a 25) fiori distali bisessuali. In Puelia il fiore distale è pistillifero e sessile (posizionato su un lungo internodo sotteso da una escrescenza della rachilla), mentre i fiori staminiferi (prossimali) sono da 3 a 6. La disarticolazione avviene a maturità sotto ogni fiore fertile. I fiori sono completi con ciascuno un lemma e una palea (quest'ultima può essere cigliata). Le glume, per spighetta, sono due, quattro, fino a sette (Puelia); sono persistenti più corte delle spighette ed hanno delle forme da lanceolate a ovate con superficie da glabra a pubescente. L'apice superiore della glume è vario (ottuso, acuto, mutico o mucronato). La glume superiore in genere è più grande di quella inferiore. La palea è ben sviluppata e a volte è tubolare.

I fiori sono sterili, staminiferi, pistilliferi oppure ermafroditi (bisessuali). Sono attinomorfi formati da 3 verticilli: perianzio ridotto, androceo e gineceo. Alla base del fiore sono presenti due brattee: la palea (insignificante nei fiori sterili) e il lemma a consistenza cartaceae, erbacea o coriacea. Quest'ultima nei fiori fertili ha delle forme da ovate a obovate.
- Formula fiorale:[5]

- , P 2, A (1-)3(-6), G (2-3) supero, cariosside.

- Il perianzio in queste specie è ridotto e formato da due-tre lodicule, delle squame, poco visibili (forse relitto di un verticillo di 3 sepali). Le lodicule sono membranose con apice troncato o ottuso, glabre o cigliate.
- L'androceo è composto da 6 stami ognuno con un breve filamento separato dagli altri in Guaduella e tutti fusi insieme in Puelia, una antera e due teche. Le antere sono basifisse con deiscenza laterale. Il polline è monoporato.
- Il gineceo è composto da 3 (2) carpelli connati formanti un ovario supero. L'ovario, glabro o pubescente e con appendice apicale presente oppure no, ha un solo loculo con un solo ovulo subapicale (o quasi basale). L'ovulo è anfitropo e semianatropo e tenuinucellato o crassinucellato.  Lo stilo è unico con due (Guaduella) o tre stigmi papillosi.

### Frutti
I frutti sono del tipo cariosside, ossia sono dei piccoli chicchi indeiscenti nel quale il pericarpo è formato da una sottile parete che circonda il singolo seme. In particolare il pericarpo è fuso al seme e aderente in Guaduella, mentre è libero in Puelia. La forma è allungata e appiattita. L'endosperma è duro e l'ilo è lungo e lineare. L'embrione è provvisto di epibalsto.

## Biologia
In generale nelle erbe delle Poaceae la fecondazione avviene fondamentalmente tramite l'impollinazione dei fiori per via  anemogama. Gli stigmi piumosi sono una caratteristica importante per catturare meglio il polline aereo.
I semi cadendo a terra, dopo aver eventualmente percorso alcuni metri a causa del vento (dispersione anemocora) sono dispersi soprattutto da insetti tipo formiche (mirmecoria).

## Distribuzione e habitat
La sottofamiglia ha una distribuzione africana, con habitat tropicali (sottoboschi ombreggiati).

## Tassonomia
La famiglia delle Poacee comprende circa 800 generi e oltre 9.000 specie. È una delle famiglie più numerose e più importanti del gruppo delle monocotiledoni. La famiglia è suddivisa in 12 sottofamiglie, il gruppo di questa voce è una di queste.
Alcuni Autori raggruppano i due generi (oltre che nella sottofamiglia Puelioideae) anche nelle rispettive tribù Guaduelleae Soderstr. & R. P. Ellis e Puelieae Soderstr. & R. P. Ellis Viene tuttavia considerato un raggruppamento ridondante da un punto di vita tassonomico anche considerando l'esiguità della sottofamiglia.

### Generi
La sottofamiglia si compone di 2 generi e 11 specie:
- Guaduella Franch. (6 specie)
- Puelia Franch. (5 spp.)

#### Chiavi analitiche per i generi
Per meglio comprendere ed individuare i vari generi della sottofamiglia l’elenco seguente utilizza il sistema delle chiavi analitiche (vengono cioè indicate solamente quelle caratteristiche utili a distingue un genere dall'altro).
- Gruppo 1A: nelle foglie la ligula abassiale è assente; le spighette hanno la rachille con internodi corti; i fiori sono più di 6 e i 5 - 12 più distali sono bisessuali;

- Guaduella.

- Gruppo 1B: nelle foglie la ligula abassiale è presente; le spighette hanno la rachille con internodi lunghi; i fiori sono 6 o meno e quello più distale è pistillifero;

- Puelia.

### Filogenesi
La posizione di questa sottofamiglia, nell'albero filogenetico delle Poaceae, è subito dopo la sottofamiglia Pharoideae e quindi risulta "gruppo fratello" del resto della famiglia. Da un punto di vista evolutivo le Puelioideae è il terzo lignaggio precocemente divergente delle Poaceae.
Con questa sottofamiglia (insieme alla sottofamiglia Pharoideae) si forma il "Spikelet Clade" ([Pharoideae + [Puelioideae + BEP + PACCAD]). Il "Spikelet Clade" è definito dalla presenza inequivocabile di vere spighette e fiori completi con lodicule. Inoltre tutti i discendenti dell'antenato comune delle Puelioideae e le Poaceae rimanenti formano il clade "Bistigmatico", il che implica che la riduzione a due rami stilistici è sinapomorfa. Lo stesso clade (Puelioideae e BEP + PACMAD) è caratterizzato da una impollinazione principalmente per mezzo del vento (anemogama). In particolare il clade "Bistigmatic Clade" è caratterizzato da due ordini di ramificazione stigmatica; spighette con più fiori; le pareti delle antere hanno uno strato intermedio che si rompe durante lo sviluppo; le pareti interne delle cellule endoteliali a maturità diventano fibrose. Tutte queste sono delle sinapomorfie per il clade. Nei lignaggi più interni sono comunque presenti delle inversioni del numero degli stigmi (a 3 in alcune specie di Puelia e nelle Bambusoideae) e nel numero di fiori per spighetta.
L'età della divergenza del "Bistigmatic Clade" può essere compreso tra 90 e 58 milioni di anni.
Dalle analisi filogenetiche risulta che il clade Puelioideae è monofiletico con i due generi (Puelia + Guaduella) formanti un "gruppo fratello".
Le sinapomorfie per questa sottofamiglia sono:
- nelle spighette i fiori prossimali sono staminiferi o sterili;

Genere Guaduella: 
- nelle spighette da 5 a 12 fiori distali sono bisessuali;

Genere Puelia: 
- la ligula abassiale è presente;
- nelle spighette i fiori distali sono pistilliferi;
- il fiore pistillifero è posizionato su un lungo internodo sotteso da una escrescenza della rachilla;
- i filamenti degli stami sono fusi.

Il numero cromosomico delle specie di questa sottofamiglia è: 2n = 24.
Albero filogenetico semplificato della famiglia Poaceae nel quale si evidenzia la posizione "basale" della sottofamiglia Puelioideae:
| Bistigmatic_clade | Puelioideae                                                |
|                   | Puelioideae                                                |
|                   | \| \| BEP clade \| \| \| \| \| \| PACMAD clade \| \| \| \| |
|                   |                                                            |
|                   | BEP clade                                                  |
|                   |                                                            |
|                   | PACMAD clade                                               |
|                   |                                                            |

|  | BEP clade    |
|  |              |
|  | PACMAD clade |
|  |              |

| Bistigmatic_clade | Puelioideae                                                |
|                   | Puelioideae                                                |
|                   | \| \| BEP clade \| \| \| \| \| \| PACMAD clade \| \| \| \| |
|                   |                                                            |
|                   | BEP clade                                                  |
|                   |                                                            |
|                   | PACMAD clade                                               |
|                   |                                                            |

|  | BEP clade    |
|  |              |
|  | PACMAD clade |
|  |              |

| Bistigmatic_clade | Puelioideae                                                |
|                   | Puelioideae                                                |
|                   | \| \| BEP clade \| \| \| \| \| \| PACMAD clade \| \| \| \| |
|                   |                                                            |
|                   | BEP clade                                                  |
|                   |                                                            |
|                   | PACMAD clade                                               |
|                   |                                                            |

|  | BEP clade    |
|  |              |
|  | PACMAD clade |
|  |              |

| Bistigmatic_clade | Puelioideae                                                |
|                   | Puelioideae                                                |
|                   | \| \| BEP clade \| \| \| \| \| \| PACMAD clade \| \| \| \| |
|                   |                                                            |
|                   | BEP clade                                                  |
|                   |                                                            |
|                   | PACMAD clade                                               |
|                   |                                                            |

|  | BEP clade    |
|  |              |
|  | PACMAD clade |
|  |              |